# Friedenshuetten
Friedenshuetten /na njemačkom =kolibe mira/, indijansko selo koje se nalazilo na rijeci Susquehanna, nekoliko milja niže od Wyalusinga, možda na području okruga Wyoming u Pennsylvaniji. Utemeljili su ga 1765. mahicanski i delavarski preobraćenici pod vodstvom moravskih misonara na mjestu nekog starijeg indijanskog sela. 
Stanovnici su 1770. iz njega preseljeni u Friedensstadt u okrugu Beaver. Prema Loskielu ime Friedenshuetten je dano i privremenom selu kod Bethlehema u okrugu Northampton, kojeg su 1746. naselili moravski preobraćenici iz Shecomecoa, pripadnici plemena Wawyachtonoc, a uskoro nakon toga su preseljeni u Gnadenhuetten u okrugu Carbon.